# حصن غراسيوسا
حصن غراسيوسا (بالبرتغالية: Fortaleza da Graciosa) هو حصن أنشأه البرتغاليون على سواحل المغرب سنة 1489. أنشئ الحصن على جزيرة نهرية صغيرة تقع على بُعد ثلاثة فراسخ من التقاء نهري واد لوكوس ووادي المخازن.
بدأ إنشاء الحصن في فبراير 1489 على يد غاسبار جوسارتي، ثم لحق به أسطول ثان بقيادة بيدرو دي كاستيلو برانكو في مايو من العام ذاته، وعُين ديوغو فرناندس دي ألميدا حاكمًا على الجزيرة، إلا أن الحصن سقط في نفس السنة على أيد الوطاسيين.